# Mikułowa
Mikułowa est une localité polonaise de la gmina de Sulików, située dans le powiat de Zgorzelec en voïvodie de Basse-Silésie.

## Histoire
De 1816 à 1945, Nikolausdorf fait partie de l'arrondissement de Lauban dans le district de Liegnitz au sein de la province de Silésie.